# 姚内斌
姚内斌（911年—974年），平州盧龍县人，中国北宋軍人、政治人物。
在契丹国担任关西巡检、瓦橋关使。周世宗显德六年（959年），趙匡胤率後周軍北征，攻打瓦橋关、姚内斌率兵五百人開城門降伏後周。姚内斌任汝州刺史。離任时，瓦橋关官吏民众到宮阙請求让姚内斌留任，周恭帝下诏褒扬。
宋朝建隆元年（960年），姚内斌的本名犯趙匡胤父亲宣祖趙弘殷諱下一字，才改名内斌。姚内斌从太祖趙匡胤镇压李筠之乱，任虢州刺史。历任慶州刺史兼青、白两池榷盐制置使。在慶州十几年，西夏不敢犯境，给他起外号「姚大蟲」，说他武勇。
姚内斌投降时，他的妻儿还在契丹。乾德四年（966年）他的儿子姚承讚从幽州秘密回到宋朝。乾德五年（967年），幽州民田光嗣带着姚内斌子女六人逃亡宋朝。趙匡胤召见他们，赐给他们衣服、缗钱、鞍马，令宦官护送他们到慶州姚内斌处。开宝四年（971年）姚内斌被召還回东京開封府。开宝七年（974年）春，姚内斌突然病亡。享年六十四岁。

## 子
- 姚承讚（供奉官、閤門祗候，阵亡）
- 姚承鑑（殿中丞）

## 延伸阅读
[在维基数据编辑]
 《宋史·卷273》，出自脱脱《宋史》